# Lecanodiaspis distincta
Lecanodiaspis distincta är en insektsart som beskrevs av Howell och Kosztarab 1972. Lecanodiaspis distincta ingår i släktet Lecanodiaspis och familjen Lecanodiaspididae. Inga underarter finns listade i Catalogue of Life.